# Heteronotia binoei
Heteronotia binoei — вид геконоподібних ящірок родини геконових (Gekkonidae). Ендемік Австралії. Вид названий на честь британського натураліста Бенджаміна Байно, який був лікарем на кораблі «Бігль» під час подорожі Дарвіна.

## Поширення і екологія
Heteronotia binoei поширені на більшій частині Австралії, за винятком районів на південному заході та південному сході, зокрема поширені на багатьох прибережних островах. Вони живуть в різноманітних прибережних середовищах, від вологих прибережних лісів до пустель. Є одними з найпоширеніших плазунів у посушливих внутрішніх районах Австралії. Ведуть наземний, нічний спосіб життя. Живляться безхребетними. Відкладають яйця. Є одними з небагатьох видів хребетних тварин, які можуть розмножуватися шляхом партеногенеза.